# Flugunfall einer Iljuschin Il-14 der Polnischen Luftstreitkräfte bei Warschau 1962
Der Flugunfall einer Iljuschin Il-14 der Polnischen Luftstreitkräfte bei Warschau 1962 ereignete sich am 3. März 1962, als eine Iljuschin Il-14P der Luftstreitkräfte der Volksrepublik Polen in der Luft mit einem Fallschirmspringer zusammenstieß. An Bord der Maschine wurden mehrere Personen verletzt, der Fallschirmspringer wurde durch den Zusammenstoß getötet.

## Maschine und Insassen
Bei der betroffenen Maschine handelte es sich um eine Iljuschin Il-14P (T). Die Maschine mit der Werknummer 14803071 wurde am 1. September 1959 an die Luftstreitkräfte der Volksrepublik Polen ausgeliefert und trug das militärische Luftfahrzeugkennzeichen 026. Das zweimotorige Mittelstreckenflugzeug war mit zwei Doppelsternmotoren des Typs Schwezow ASch-82T ausgerüstet.
Flugkapitän war Józef Leszkiewicz, Erster Offizier Stanisław Mazur. Die Maschine war mit einer nicht näher bekannten Zahl an Militärangehörigen und Fallschirmjägern besetzt.

## Unfallhergang
Die Iljuschin war eine von sechs Maschinen, die an diesem Tag mit Fallschirmjägern besetzt zu Fallschirmsprungübungen aufgebrochen waren. Im Flug kollidierte die Maschine mit einem Fallschirmjäger der 6. Pomorska Dywizja Powietrzna (6. Pommersche Luftdivision), der zuvor aus einer anderen Il-14 abgesprungen war. Der Fallschirmjäger, der im Bereich des Cockpits eingeschlagen war, wurde sofort getötet, der Kapitän der Maschine schwer verletzt. Der Erste Offizier der Il-14 übernahm das Steuer der schwer beschädigten Maschine. Es gelang ihm, die Maschine mit eingefahrenem Fahrwerk notzulanden, wobei die Iljuschin irreparabel beschädigt wurde und mehrere Insassen verletzt wurden.

## Folgen
Infolge des Unfalls wurden die Betriebsvorschriften bei den Polnischen Luftstreitkräften hinsichtlich Mindestabständen und Fluggeschwindigkeiten von Maschinen, die Fallschirmjägerübungen durchführen, geändert.